# Narapatisithu
Narapatisithu (8 de outubro de 1138 - 18 de agosto de 1211) foi um dos reis da dinastia de Pagã da Birmânia, reinando de 1174 a 1211. Ele é considerado o último rei importante de Pagã. Seu reinado de paz e prosperidade deu origem à cultura birmanesa que finalmente emergiu das sombras das culturas  Mon e  Pyu. A liderança birmanesa do reino era agora inquestionável. O Império de Pagã atingiu o seu auge durante o seu reinado, e iria diminuir gradualmente após a sua morte.

## Reinado
Um dos primeiros atos de Sithu II foi fundar os Guardas do Palácio Real, cujo único dever era proteger o palácio e o rei. (Os Guardas do Palácio mais tarde evoluíram para se tornar o núcleo em torno do qual o exército birmanês se reunia em tempo de guerra.) Ele então teve que pacificar o reino, que havia visto muita instabilidade desde a morte de Alaungsithu em 1167, e ficou cada vez mais inquieto. Ele persuadiu com sucesso o bisneto do rei Mon Manuha a não iniciar uma rebelião. O resto do reinado foi livre de rebeliões.

### Economia
Segundo todos os relatos, seu reinado foi pacífico e próspero. Seguindo os passos de Anawratha, Narapatisithu trabalhou para aumentar as vantagens econômicas e de mão de obra da Alta Birmânia sobre o vale do Irrawaddy. Ele continuou a desenvolver a região de Kyaukse construindo o açude de Kyaukse e expandiu as áreas irrigáveis iniciando os canais Mu no atual distrito de Shwebo. Suas tentativas de expandir a irrigação para o sul no distrito de Minbu, construindo um sistema de canais, falharam repetidamente e tiveram que ser abandonadas. Por meio de seus esforços, o reino ficou ainda mais próspero.
A prosperidade do reino se reflete nos soberbos templos Gawdawpalin e Sulamani em Pagan que ele construiu. O rei também construiu o Minmalaung, Dhammayazika e Chaukpala nas proximidades. Seus pagodes menores, como o Zetawun no distrito de Myeik, o pagode Shwe Indein em Nyaungshwe (estado de Shan) mostram o alcance de seu reino.

### Ascensão da cultura birmanesa
Seu reinado também viu a ascensão da cultura birmanesa, que finalmente emergiu das sombras das culturas Mon e Pyu.  Os birmaneses, que haviam entrado em massa no vale do Irrawaddy apenas nos séculos 9 e 10, lideraram o Reino de Pagan sob o nome de Pyu. Mas agora, a liderança birmanesa do reino era inquestionável. Pela primeira vez, o termo Mranma (o povo birmanês) foi usado abertamente em inscrições em língua birmanesa. (O uso mais antigo de Mranma foi encontrado em uma inscrição Mon dedicada a Kyansittha datada de 1102.) A língua birmanesa tornou-se a principal língua escrita do reino, substituindo Mon e Pyu.

### Administração
Narapatisithu nomeou Nadaungmya, bisneto de Nyaung-U Hpi (um dos grandes paladinos durante o reinado de Anawrahta), chefe de justiça. Seu ministro-chefe era Ananda Thuriya, supostamente um homem de valor que continuamente caçava ladrões e os apresentava vivos ao rei.  Ele teve o primeiro direito consuetudinário birmanês baseado nos julgamentos de seu avô Alaungsithu compilado e usado como o sistema comum de direito para todo o reino.

### Reformas religiosas
Ele encorajou novas reformas do budismo birmanês. Pelos esforços de seu primaz Shin Uttarajiva, a maioria dos monges budistas birmaneses se realinhou com a escola Mahavihara do Sri Lanka, longe da escola menos ortodoxa Conjeveram-Thaton.

### Ataques cingaleses
De acordo com as Crônicas de Pali Culawamsa, o rei de Polonnaruwa (Sri Lanka), Parakramabahu I, despachou uma expedição em 1180 para resolver uma disputa comercial. Sofreu tempestades e vários navios naufragaram. Mas um navio chegou à Ilha Crow perto de Mawlamyaing e cinco chegaram a Pathein, matando um governador, queimando aldeias, massacrando os habitantes e levando vários para a escravidão.  Como as crônicas birmanesas não mencionam esses eventos, não há verificação da versão cingalesa. A Inscrição Rupestre Devanagala de Parakramabahu I no Sri Lanka confirma o ataque, pois registra a doação de terras a um general que retornava das vitórias em Ramanna (Birmânia). No entanto, as relações amistosas foram logo retomadas e os intercâmbios culturais históricos entre os países continuaram. A reforma do budismo birmanês através da escola cingalesa Mahavihara também continuou.

## Morte
Sithu II morreu aos 73 anos (em seu 74º ano) em 18 de agosto de 1211 (11ª depilação de Tawthalin 573 ME). Em seu leito de morte, ele colocou as mãos de seus cinco filhos em seu peito e ordenou-lhes que governassem com misericórdia e justiça e vivessem juntos em amor fraternal.